# 洛斯特湖度假勝地 (加利福尼亞州)
洛斯特湖渡假勝地（英語：Lost Lake Resort）是位於美國加利福尼亞州河濱縣的一個非建制地區。該地的面積和人口皆未知。

## 地理
洛斯特湖渡假勝地的座標為34°00′44″N 114°28′27″W / 34.01222°N 114.47417°W，而該地的平均海拔高度為97米（即318英尺）。